# John Cocke
John Cocke (n. 30 mai 1925, Charlotte, Carolina de Nord, SUA — d. 16 iulie 2002, Valhalla, New York) a fost un informatician american care a adus mari contribuții în domeniile arhitecturii calculatoarelor și proiectării compilatoarelor cu optimizare. Este creditat drept părinte al arhitecturii RISC, pentru care a primit Premiul Turing din partea ACM în 1987.
1. ↑  IdRef, accesat în 1 mai 2020